# Thrall (personnage)
Pour l’esclave dans la société scandinave médiévale, voir Thrall.

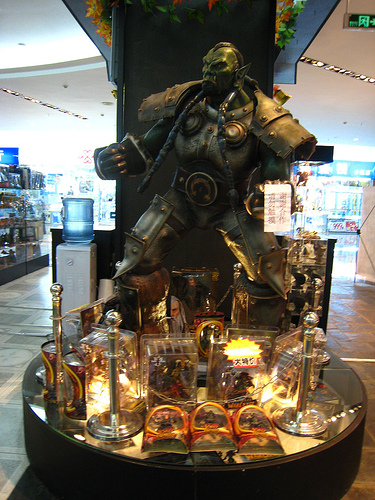
Statue de Thrall à la convention Blizzard de Pékin en 2006

Thrall est un personnage issu de l’univers du jeu Warcraft des studios Blizzard. Il est l’Orc qui dirige la nouvelle Horde lors de la Troisième Guerre.

## Une éducation «humaine»
Thrall est le fils unique de Durotan et de Draka, du clan FrostWolf. Son père s’était dressé contre Gul’dan pour dénoncer son plan auprès du chef Orgrim Doomhammer, l’informant notamment de l’existence du secret Conseil des Ombres. Malheureusement, des espions étaient présents dans le camp de Doomhammer, et de ce fait, Draka et Durotan furent assassinés. Le bébé fut donc abandonné dans la forêt, puis recueilli par un seigneur Aedelas Blackmoore et son domestique. Ambitieux, Blackmoore comptait en réalité élever cet Orc, dans le but de le placer à la tête d’une armée Orc qui renverserait le régime en place, prenant ainsi le commandement de l’Alliance.
Mais cela se révéla plus dur que prévu. Tout d’abord, Thrall (son nom signifiait esclave dans le langage des Hauts-Elfes, ainsi que dans la mythologie nordique) ne pouvait rien avaler de la viande qui lui proposait Blackmoore. Ce fut la fille du domestique de Blackmoore, Taretha Foxton, qui trouva la solution : il fallait du lait à Thrall. Grâce à cela, les Foxtons furent couverts d’argent. Thrall grandissait et Blackmoore en faisait un gladiateur. Il rapportait beaucoup d’argent, à la grande joie de Blackmoore et de l’âme damnée de ce dernier, Karramyn Langston. Thrall écrivait aussi en secret à Taretha, sa seule amie. Elle avait grandi et était devenue la maîtresse à contre-cœur de Blackmoore.
Un jour, alors que Thrall venait de remporter huit combats d’affilée, il perdit le neuvième. Blackmoore le frappa avec les soldats. Thrall décida de s’enfuir. Il mit son plan à exécution avec l’aide de Taretha : Thrall s’échappa tandis qu’elle faisait une diversion en brûlant les étables (Dans World of Warcraft, une organisation maléfique perturbe le passé : elle emprisonne Taretha, donc elle ne peut pas faire de diversion. Nozdormu, Gardien du Temps, nous propose alors de faire nous-mêmes la diversion, pour éviter que le présent change au profit de l’organisation maléfique). Thrall resta libre une journée et fut bientôt reprit par une patrouille qui l’emmena dans un Camp d’Internement. Il rencontra d’autres Orcs, aux yeux rouges (Thrall a les yeux bleus). Heureusement, il réussit à s’échapper avant que Blackmoore ne le reprenne, mais celui-ci trouva ses lettres adressées à Taretha.

## Le Chef de la Nouvelle Horde
Dans sa fuite, Thrall rencontra Grom Hellscream, le seul chef Orc encore en activité. Celui-ci lui expliqua pourquoi lui et les autres avaient les yeux rouges. Mais bientôt, Thrall le quitta pour rejoindre le clan de ses parents, les FrostWolf. Il fut accueilli par Drek’Thar, qui lui enseigna les vieilles traditions chamaniques ancestrales, et rencontra Orgrim Doomhammer, qui vivait en ermite depuis la fin de la Deuxième Guerre. Thrall projeta alors de libérer les Camps, avec l’aide de Hellscream, de Drek’Thar, de Doomhammer et des clans Warsong et FrostWolf.
Il en libéra assez pour attaquer Dunrhold, la ville où il était esclave. Là-bas, la bataille fit rage : Thrall était fou de douleur quand il vit la tête de Taretha que Blackmoore avait coupée, et tua Blackmoore à la suite d’un combat rapide. Orgrim Doomhammer étant tombé au champ d’honneur dans la libération du dernier camp, il lui confia son marteau et son armure, et par la même occasion le commandement de la Nouvelle Horde réunifiée, désormais libérée de sa corruption.

## WarcraftIII: Reign of Chaos
Conseillé par un mystérieux Prophète, Thrall mena la Horde en Kalimdor. Pour cela, il rassembla les Orcs et libéra le clan Warsong emprisonné chez les Humains. Thrall rencontra sur le continent oublié les Taurens qu’il aida à trouver un nouveau foyer en Mulgore malgré les attaques des Centaures. Ensemble, ils tentèrent d’aller jusqu’à l’Oracle du Pic de Stonetalon. Il réussit et y retrouva Medivh ainsi que la représentante des forces humaines exilées sur Kalimdor, Jaina Proudmoore. Malgré les rancœurs, il promit qu’il ferait la paix avec Jaina, sous l’œil de Medivh, au vu de la menace grandissante de la Légion Ardente.
Malheureusement, Grom Hellscream et le clan Warsong étaient entre-temps tombés sous l’influence des démons, à la suite du pacte de sang conclu avec Mannoroth afin de supprimer Cenarius, le demi-dieu elfe. Malgré la douleur de combattre ceux qu’il considérait comme ses propres frères, Thrall aidé par Jaina et Cairne remplit son devoir, et captura Hellscream pour le libérer de l’influence des démons. Thrall et Hellscream affrontèrent ensuite Mannoroth, combat où Thrall perdra connaissance et où son ami Hellscream se sacrifie pour tuer Mannoroth. L’Orc survivant fut très touché par l’acte de son camarade de guerre.
Plus tard, Thrall s’allia aux Elfes de la Nuit : les Humains, les Orcs et les Elfes se dressèrent alors ensemble face à la Légion Ardente déferlant vers le Mont Hyjal, commandée par Archimonde désireux de s’approprier les énergies de l’Arbre Monde, source de vie des elfes de la nuit. Après la défaite d’Archimonde à la bataille du Mont Hyjal, Thrall et la Horde fondèrent Orgrimmar, la capitale des Orcs en Durotar, nommée ainsi en l’honneur des deux héros que furent Orgrim Doomhammer et son père Durotan.

## WarcraftIII: The Frozen Throne
Un guerrier mi-Orc mi-Ogre nommé Rexxar rapporta le rapport d’un guerrier Orc à Thrall dans la ville d’Orgrimmar. Le Chef de la Horde demanda ainsi au nouveau venu de donner un coup de main aux habitants de la ville. Par le biais de Rexxar, Thrall découvrit que les Humains se comportaient différemment. Grâce au nouveau guerrier, il évita un piège que la Marine de Kul Tiras, sous le commandement de l’Amiral Proudmoore, lui tendit. Lors de l’attaque humaine que subirent les Trolls des Îles Echos, Thrall les accueillirent en Durotar afin qu’ils fondent un nouveau foyer. Afin d’endiguer la menace que créait les Humains, le Chef de Guerre donna la Bannière de Durotar, qu’il enchanta lui-même, à Rexxar, et mena la Horde face aux Humains dans l’Anse de Tidefury et sur l’Île de Theramore. Par conséquent, il résolu un dernier problème avec l’aide de Rexxar : tuer l’Amiral Proudmoore, le père de Jaina, qui voulait la mort des Orcs.